# 瓦尔勒
瓦尔勒（荷蘭語：Waalre）是荷蘭的一個市鎮，位於荷蘭南部，在行政區劃上屬於北布拉班特省。瓦尔勒地處艾恩德霍芬南郊。

## 外部連結
- 维基共享资源上的相關多媒體資源：瓦尔勒
- 官方网站